# Goodenia micrantha
Goodenia micrantha är en tvåhjärtbladig växtart som beskrevs av Hemsley och R. Carolin. Goodenia micrantha ingår i släktet Goodenia och familjen Goodeniaceae. Inga underarter finns listade i Catalogue of Life.